# Xanthi
Xanthi (in greco Ξάνθη?, in turco İskeçe, in bulgaro Скеча?, Skeča) è un comune della Grecia situato nella periferia della Macedonia Orientale e Tracia (unità periferica di Xanthi) con 56 383 abitanti secondo i dati del censimento 2001
A seguito della riforma amministrativa detta programma Callicrate in vigore dal gennaio 2011 che ha abolito le prefetture e accorpato numerosi comuni, la superficie del comune è ora di 495 km² e la popolazione è passata da 52 270 a 56 383 abitanti

## Storia
Nel corso della prima guerra balcanica Xanthi venne conquistata dall'esercito bulgaro l'8 novembre 1912. Durante la successiva seconda guerra balcanica venne occupata dai Greci nel luglio 1913, tuttavia il trattato di Bucarest assegnò la città al Regno di Bulgaria.
Al termine della prima guerra mondiale tutta la Tracia occidentale, Xanthi inclusa, venne posta sotto diretta amministrazione militare alleata. Con la ratifica del trattato di Neuilly la città venne ceduta dalla Bulgaria al Regno di Grecia.
Xanthi venne occupata dai Tedeschi nel corso dell'Operazione Marita l'8 settembre 1941 e successivamente ceduta agli alleati Bulgari. Sotto l'amministrazione bulgara Xanthi venne inclusa nella nuova provincia di Belomorie e divenne quartier generale della Seconda Armata dell'esercito bulgaro. Gli ebrei residenti in città vennero inizialmente rinchiusi in una manifattura tabacchi e, tra il 18 e il 19 marzo 1943, deportati nei campi di concentramento in Polonia. Xanthi venne liberata il 12 settembre 1944.
È sede dell'Università Democrito.

## Sport

### Calcio
La squadra principale della città è lo Xanthī Athlītikos Omilos.